# Caecidotea carolinensis
Caecidotea carolinensis är en kräftdjursart som beskrevs av Lewis och Bowman 1977. Caecidotea carolinensis ingår i släktet Caecidotea och familjen sötvattensgråsuggor. Inga underarter finns listade i Catalogue of Life.